# Einar Landvik
Einar Landvik, född 25 mars 1898 i Kviteseid i Telemark - död 27 november 1993 i Tinn i Telemark, var en norsk längdåkare, backhoppare och utövare av nordisk kombination som tävlade under 1920-talet. 

## Karriär
Einar Landvik deltog i olympiska spelen 1924 i Chamonix i Frankrike. (Olympiska vinterspelen 1924 var de första i ordningen.) Landvik tävlade i längdskidåkning och i backhoppning. Han slutade på femte plats i längdskidåkningen. Han startade på korta distansen (18 km) och var 1 minut 56 sekunder efter segrande landsmannen Thorleif Haug. Johan Grøttumsbråten säkrade en dubbel för Norge som hade alla sina fyra tävlande bland de fem bästa. Även i backhoppningen blev Einar Landvik nummer fem. Norge vann en dubbel genom segrande Jacob Tullin Thams och silvermedaljören Narve Bonna. Även i backhoppningen hade Norge sina fyra deltagare bland de fem bästa. Bronset vanns av norsk-amerikanen Anders Haugen.
Vid VM 1926 i Lahtis i Finland blev Landvik trea och vann en bronsmedalj i nordisk kombination. Norge tog de fyra första platserna i tävlingen. Johan Grøttumsbråten vann före Thorleif Haug och Einar Landvik. Otto Aasen blev nummer fyra.

## Utmärkelser
Einar Landvik tilldelades Holmenkollenmedaljen 1925.